# Пригородный (Плавский район)
Пригородный — посёлок в Плавском районе Тульской области России.
В рамках административно-территориального устройства является центром Пригородного сельского округа Плавского района, в рамках организации местного самоуправления является административным центром Пригородного сельского поселения.

## География

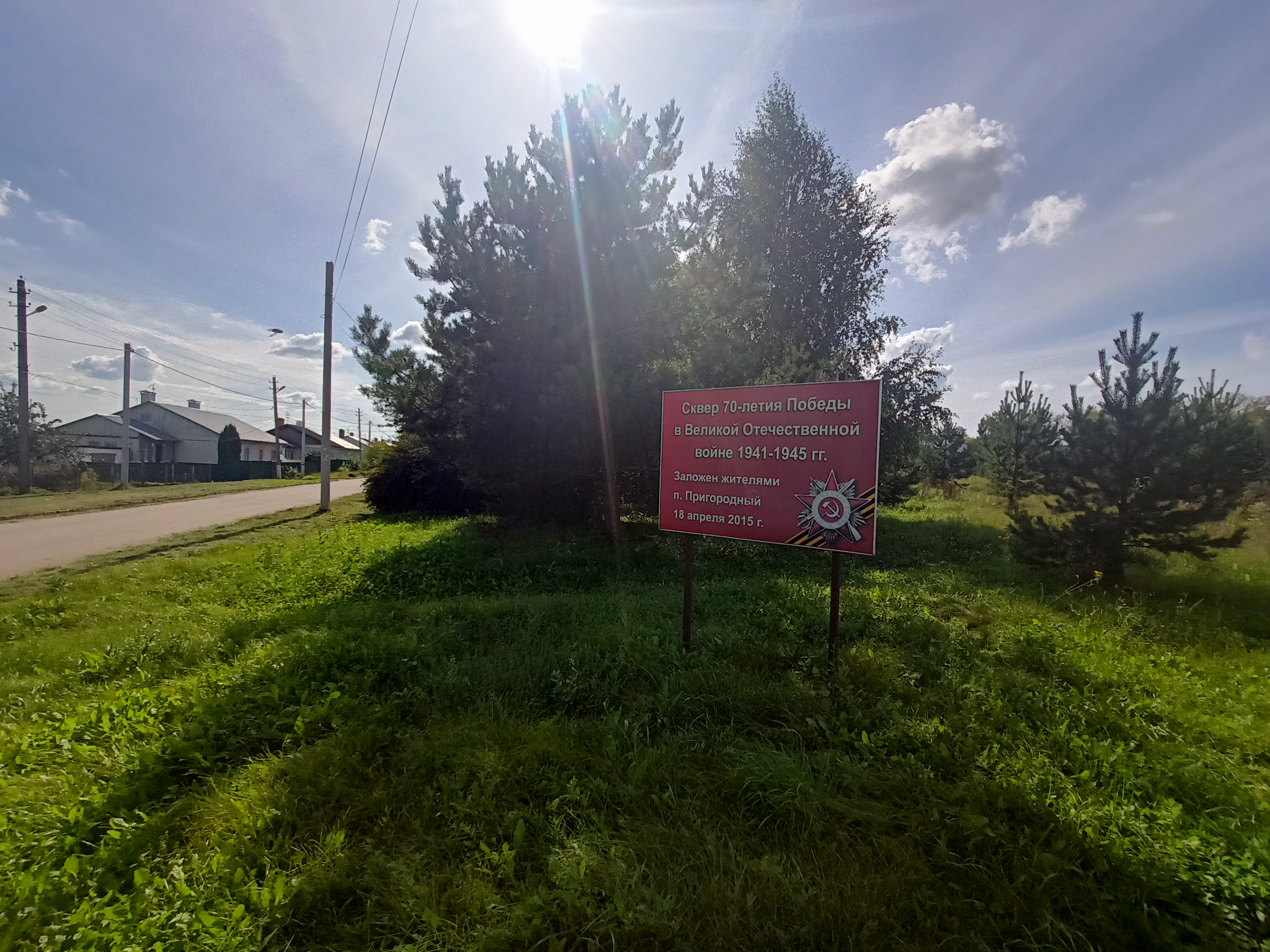

Расположен на юго-западной границе города Плавска, в 60 км к юго-западу от центра Тулы.

## Население
| 2002 | 2010 |
| ---- | ---- |
| 524  | ↘482 |

Население — 482 чел. (2010).